# Ažur
Ažur
(franc.: ajour = mřížka, otvor) je souhrnné označení pro textilie s prolámanými vzory tj. otvory, které vznikají vazební technikou nebo odstraněním jednotlivých nití z textilie chemickou cestou (např. karbonací). Prolámané vzory se dají zhotovit prakticky na všech plošných textiliích.
Nejpoužívanější vazební techniky:
- perlinka (tkaná),
- filetová (osnovní pletenina), jednolícní, oboulícní, obourubní na okrouhlých i kotonových pletacích strojích,
- rašlové, paličkované a bobinetové krajky, výšivky.
Na snímku vpravo je ažurová pletenina ze skané bavlněné příze na dámské vrchní ošacení, zhotovená na dvoulůžkovém osnovním stávku
Nákres vlevo: Schéma filetové vazby